# Nube molecolare

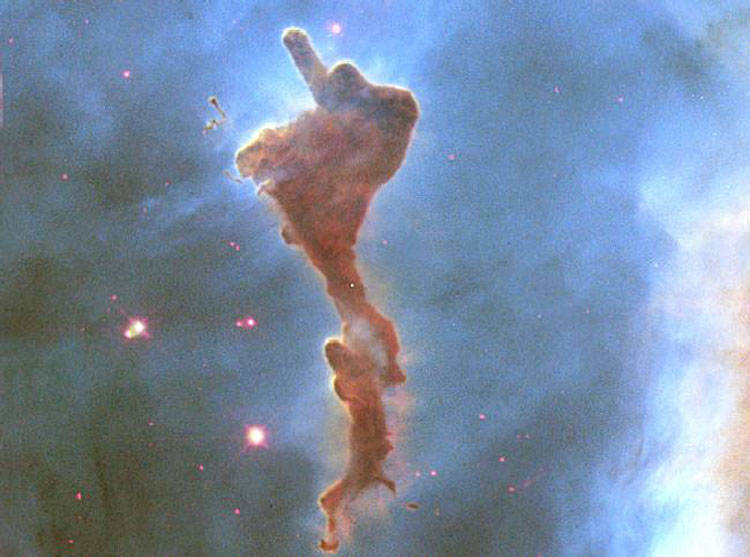
Entro pochi milioni di anni, la luce emessa dalle stelle brillanti disperderà questa nube molecolare. La nube è situata all'interno della Nebulosa della Carena ed è larga all'incirca due anni luce. Sono visibili nei pressi alcune stelle di recente formazione. HST - NASA/ESA

Una nube molecolare  è un tipo di nube interstellare in cui la densità e la temperatura permettono la formazione di idrogeno molecolare (H2) a partire da singoli atomi di idrogeno.
Gli addensamenti di idrogeno molecolare rappresentano meno dell'1% del volume del mezzo interstellare di una galassia, pur costituendone la porzione a maggiore densità. Sulla base delle dimensioni vengono suddivise in giganti, piccole (globuli di Bok) e ad alta latitudine. Dal momento che l'idrogeno molecolare è difficile da individuare all'osservazione infrarossa e radio, la molecola più frequentemente utilizzata per tracciare la presenza di H2 è il monossido di carbonio (CO), con cui è in un rapporto di 10.000:1 (una molecola di CO ogni 10.000 di H2).
Le nubi molecolari costituiscono il luogo d'elezione per la nascita di nuove stelle.

## Formazione

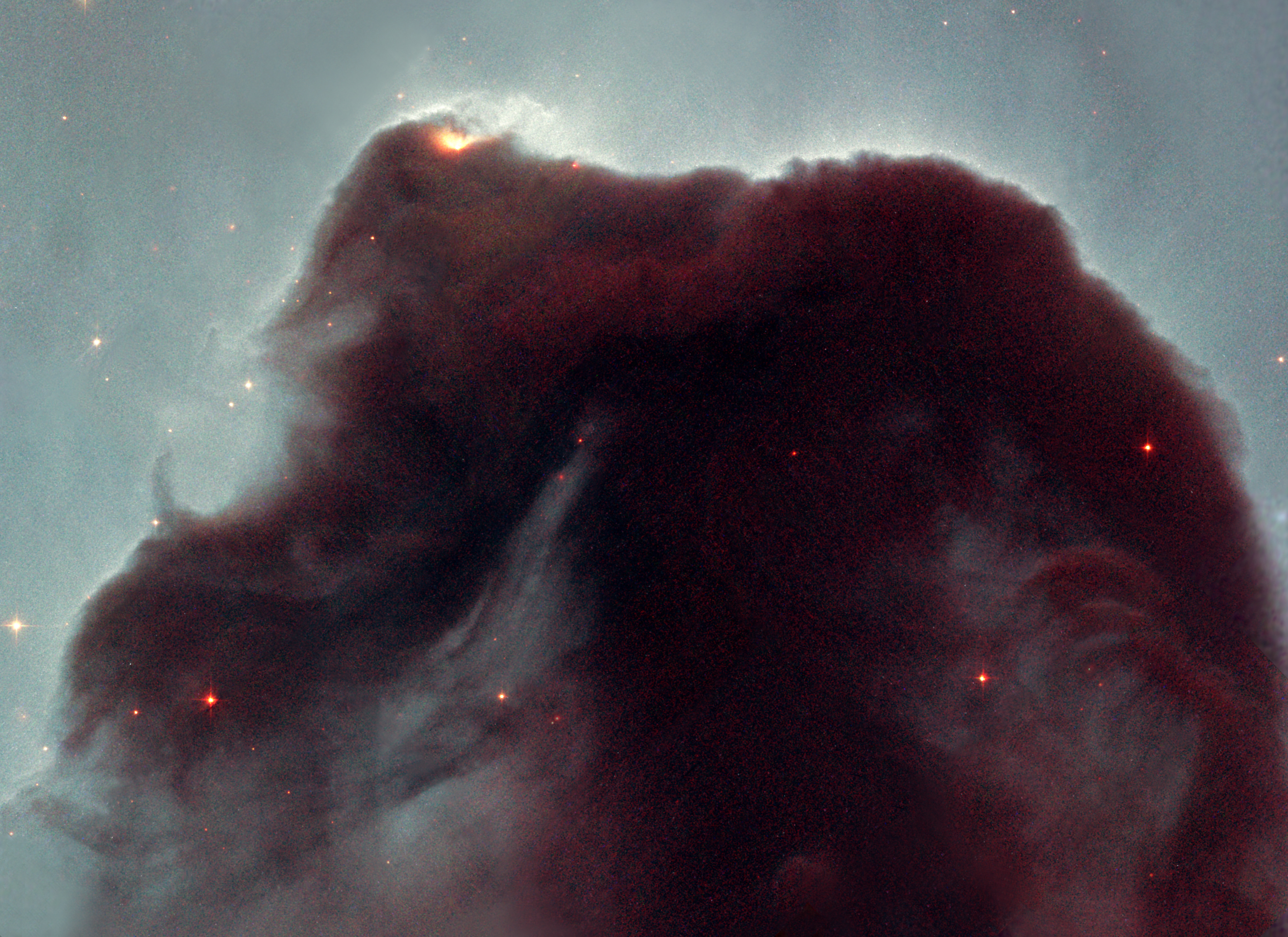
La Nebulosa Testa di Cavallo, una grande colonna di idrogeno molecolare e polveri oscure che si sovrappone al chiarore di IC 434; entrambe fanno parte del complesso di nubi molecolari di Orione.

Si ipotizza che le nubi molecolari, in quanto luogo di nascita delle stelle, facciano parte del ciclo del mezzo interstellare, secondo cui i gas e le polveri passano dalle nubi alle stelle e, al termine dell'esistenza di queste ultime, tornino a far parte delle nubi, costituendo la materia prima per una nuova generazione di stelle.
Il mezzo interstellare è inizialmente rarefatto, con una densità compresa tra 0,1 e 1 particella per cm3 e normalmente circa il 70% della sua massa è composto da idrogeno neutro monoatomico (H I), mentre la restante percentuale è in prevalenza elio con tracce di elementi più pesanti, detti, in gergo astronomico, metalli. La dispersione di energia, che si traduce in un'emissione di radiazione nell'infrarosso lontano (meccanismo questo assai efficiente) e dunque in un raffreddamento del mezzo, fa sì che la materia si addensi in nubi distinte, le regioni H I; man mano che il raffreddamento prosegue, le nubi divengono sempre più dense. Quando la densità raggiunge le 1000 particelle al cm3, la nube diviene opaca alla radiazione ultravioletta galattica; tali condizioni permettono agli atomi di idrogeno di combinarsi in molecole biatomiche (H2), tramite meccanismi che vedono coinvolte le polveri in qualità di catalizzatori; la nube diviene ora una nube molecolare, che può contenere al suo interno anche complesse molecole organiche,  come amminoacidi ed IPA. Queste si formano in seguito a reazioni chimiche tra alcuni elementi (oltre all'idrogeno, carbonio, ossigeno, azoto e zolfo) che si verificano grazie all'apporto energetico fornito dai processi di formazione stellare che avvengono all'interno delle nubi.
Qualora la quantità di polveri all'interno della nube sia tale da bloccare la radiazione luminosa visibile proveniente dalle regioni retrostanti, essa appare nel cielo come una nebulosa oscura.

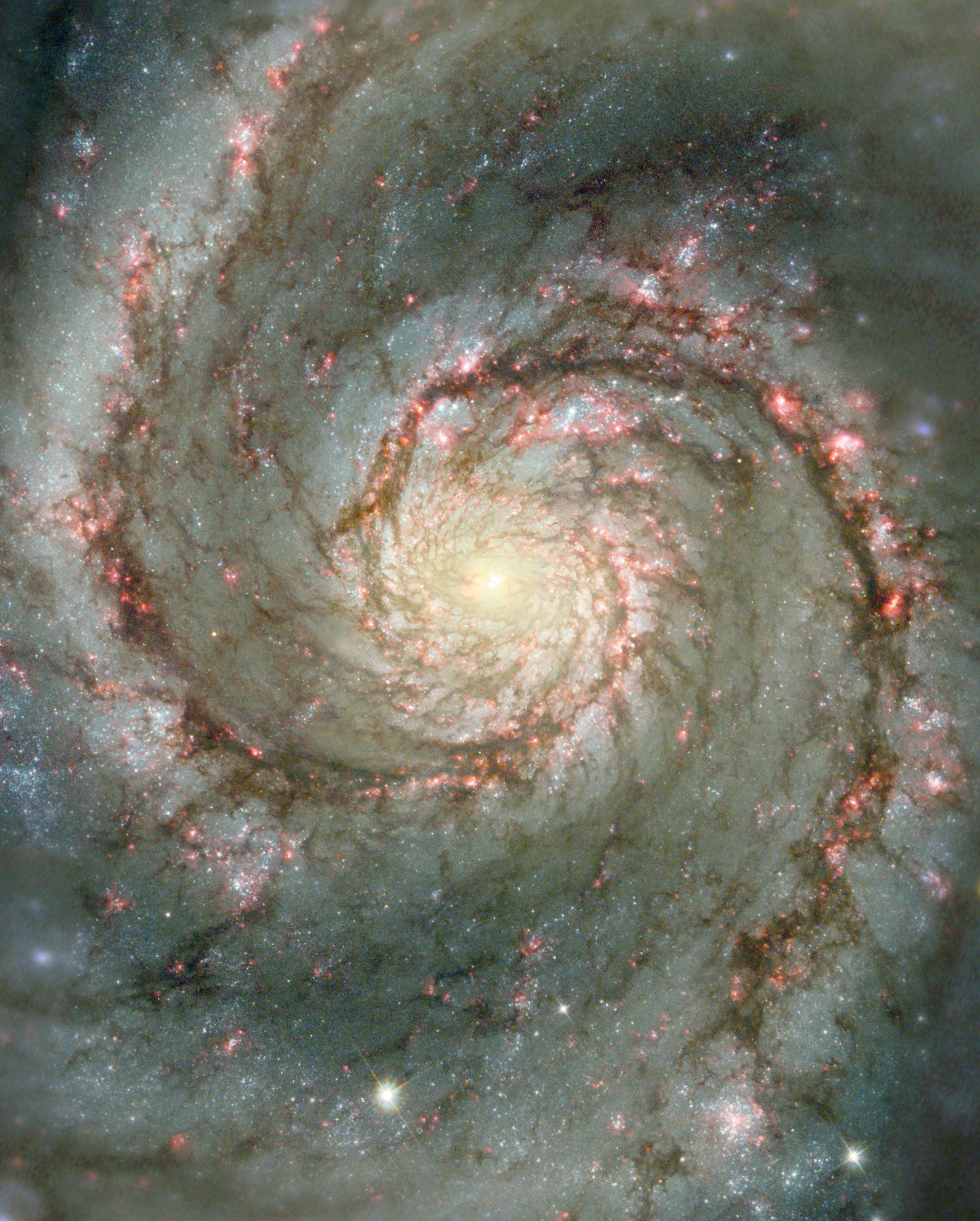
Un dettaglio della Galassia Vortice (vista qui dall'HST) che mostra la disposizione lungo i bracci di spirale di alcune regioni di formazione molecolare, quali le regioni HII (regioni luminose in rosato) e le nubi oscure (interruzioni scure che delineano la spirale) ad esse inframmezzate, che costituiscono alcune tipologie di nubi molecolari. HST - NASA/ESA

## Diffusione
In una tipica galassia spirale, come la Via Lattea, le nubi molecolari rappresentano meno dell'1% del volume del mezzo interstellare, anche se costituiscono la frazione a maggiore densità. Nella nostra Galassia, le nubi molecolari rappresentano approssimativamente la metà di tutta la massa del mezzo interstellare presente all'interno dell'orbita del Sole intorno al centro galattico; la maggior parte di esse è distribuita in un anello disposto tra 3,5 e 7,5 kiloparsec (circa 11400 - 24500 anni luce) dal centro galattico (il Sole dista mediamente 8,5 kiloparsec, circa 27800 a.l.). Mappe a larga scala dell'emissione del CO mostrano che l'idrogeno molecolare si dispone prevalentemente in corrispondenza dei bracci della spirale galattica, ove il moto di rotazione della galassia ha convogliato buona parte della materia che la costituisce. Il fatto che il gas si disponga principalmente lungo i bracci di spirale induce a ritenere che le nubi molecolari si formino e si dissocino in una scala temporale inferiore a 10 milioni di anni, il tempo che si stima necessario alla materia per transitare lungo questa regione.
Perpendicolarmente al disco galattico, il gas molecolare si dispone in un piano intermedio del disco galattico con una caratteristica altezza di scala, Z, di circa 50–75 parsec, che appare molto più sottile rispetto alla componente gassosa atomica fredda (Z=130–400 pc) e calda ionizzata (Z=1000 pc) del mezzo interstellare. Fanno eccezione rispetto alla distribuzione dei gas ionizzati le regioni HII, bolle di gas caldo ionizzato che si originano nelle nubi molecolari dall'intensa radiazione ultravioletta emessa dalle giovani stelle massicce di classe spettrale O e B e che dunque hanno approssimativamente la stessa distribuzione verticale dei gas molecolari.
Questa distribuzione dei gas è tutto sommato uniforme lungo ampie distanze, tuttavia la distribuzione su piccola scala è altamente irregolare, con gran parte dei gas accumulati in nubi distinte e complessi di nubi.
La quantità di mezzo interstellare va via via diminuendo man mano che si procede lungo la sequenza di Hubble, fino a raggiungere i valori minimi nelle galassie ellittiche; conseguentemente, man mano che si riduce la quantità di mezzo interstellare vien meno la possibilità che si formino strutture nebulari diffuse, a meno che la galassia carente non acquisisca materiale da altre galassie con cui eventualmente venga ad interagire.

## Tipologie di nubi molecolari

### Nubi molecolari giganti

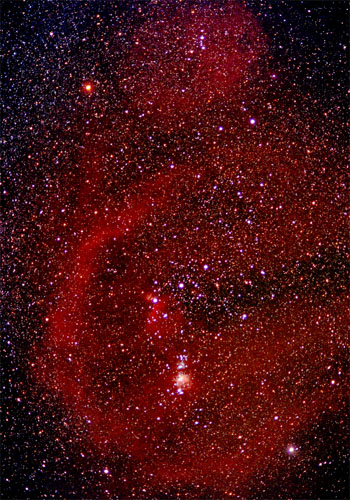
Panoramica del complesso nebuloso molecolare di Orione, che comprende numerose strutture quali l'anello di Barnard e la Nebulosa di Orione.

I maggiori esemplari di queste strutture sono le nubi molecolari giganti o complessi molecolari (GMC, acronimo dell'inglese Giant Molecular Cloud), che possiedono densità tipiche dell'ordine delle 102–103 particelle al cm3, diametri di oltre 100 anni luce, masse superiori a 6 milioni di masse solari (M☉) ed una temperatura media, all'interno, di 10 K.  Le sottostrutture presenti all'interno di queste nebulosità costituiscono un complesso motivo fatto di filamenti, foglietti gassosi, bolle e macchie irregolari.
Le porzioni più dense dei filamenti e degli agglomerati di gas prendono il nome di nuclei molecolari, i più densi dei quali sono detti nuclei molecolari densi; la loro densità si aggira sulle 104–106 particelle per cm3 ed occasionalmente vi si osservano tracce di monossido di carbonio ed ammoniaca (quest'ultima principalmente nei nuclei densi). La concentrazione delle polveri è normalmente sufficiente a bloccare la luce proveniente dalle stelle retrostanti, il che le fa apparire come dei bozzoli oscuri. Questi frammenti, formatisi per gerarchica frammentazione della nube, hanno dimensioni comprese tra 6.000 e 60.000 UA e contengono una quantità di materia variabile, con un intervallo di masse assai ampio, ma maggiormente rappresentato dalle masse più piccole.
Le nubi molecolari giganti hanno un'ampiezza tale da coprire una frazione significativa della costellazione in cui sono visibili, al punto da prendere il nome da quello della costellazione stessa.
Si stima che circa la metà della massa complessiva del mezzo interstellare della nostra Galassia sia contenuta in queste formazioni, suddivisa tra circa 6.000 nubi molecolari ciascuna con più di 100.000 masse solari di materia al proprio interno.

### Piccole nubi molecolari

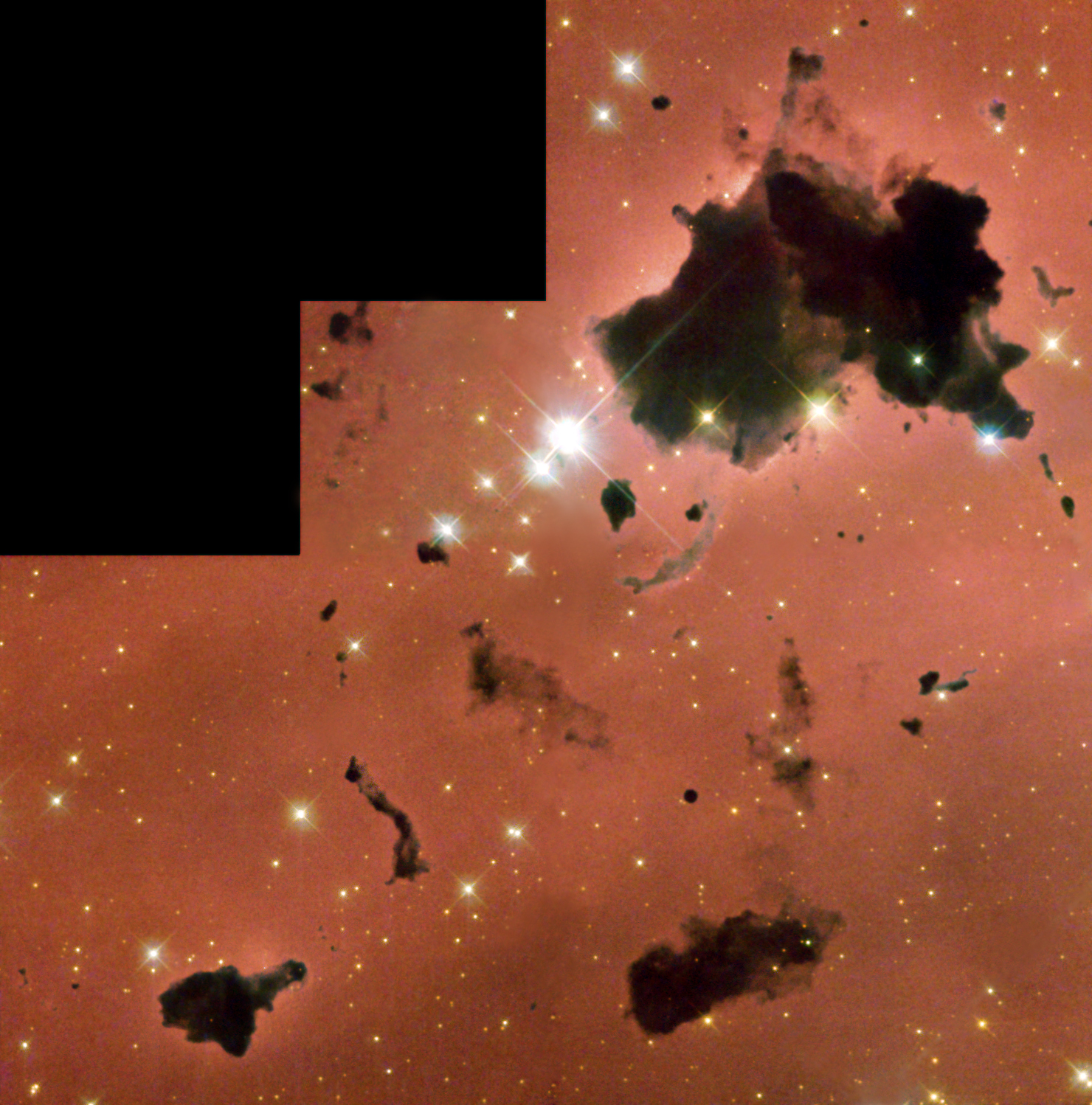
I Globuli di Thackeray in IC 2944.

Piccoli aggregati isolati di gas molecolare e polveri molto simili ai nuclei delle GMC prendono il nome di globuli di Bok, che si possono formare indipendentemente o in associazione al collasso di nubi molecolari più vaste e sono reperiti spesso nelle regioni H II. Oltre la metà dei globuli di Bok noti contengono al loro interno almeno un oggetto stellare giovane.
Un tipico globulo di Bok ha una massa di poche centinaia di masse solari ed un diametro di un anno luce circa. I globuli di Bok finiscono in genere per produrre stelle doppie o multiple.

### Nubi molecolari diffuse ad alta latitudine
Nel 1984 il satellite IRAS identificò una particolare tipologia di nube molecolare, che appare costituita da filamenti diffusi visibili ad elevate latitudini galattiche, dunque all'esterno del piano galattico. Tali nubi, dette cirri infrarossi per via della loro morfologia nell'infrarosso affine all'omonima tipologia di nube terrestre, possiedono una densità della materia tipica di 30 particelle al cm3.

## Fenomeni di formazione stellare
Alla luce delle attuali conoscenze, gli unici luoghi in cui avviene la formazione di nuove stelle nell'Universo sono le nubi molecolari, o comunque le strutture che da esse derivano (come le regioni H II e le nubi oscure).
La nube molecolare rimane in uno stato di equilibrio idrostatico finché l'energia cinetica del gas, che genera una pressione verso l'esterno, è equilibrata dall'energia potenziale della gravità interna che tenderebbe a farla collassare. Dal punto di vista matematico questa condizione si esprime tramite il teorema del viriale, che stabilisce che, per mantenere l'equilibrio, l'energia potenziale gravitazionale deve essere uguale al doppio dell'energia termica interna.

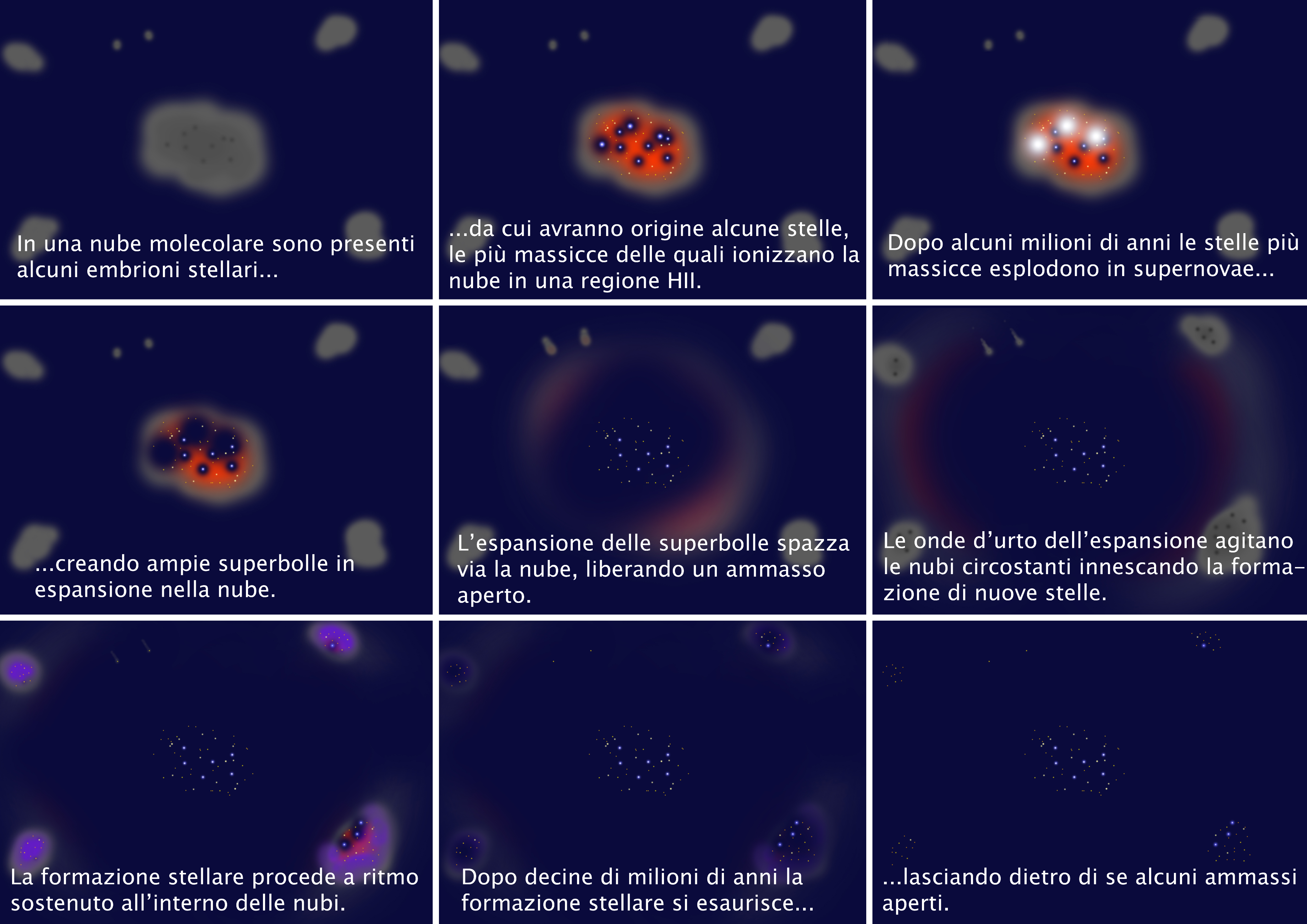
Una sequenza di nove immagini che mostra la serie di eventi che intervengono nelle regioni di formazione stellare e che conducono dalla nube molecolare alle nuove stelle.

Tuttavia quando quest'equilibrio si rompe a vantaggio della gravità, la nube inizierà a manifestare dei fenomeni di instabilità che ne provocheranno il collasso gravitazionale. La massa limite oltre la quale la nube andrà incontro al collasso è detta massa di Jeans, che è direttamente proporzionale alla temperatura ed inversamente proporzionale alla densità della nube, ma equivale normalmente a decine di migliaia di volte la massa solare; questo valore coincide con la massa tipica di un ammasso aperto di stelle, che è spesso il prodotto finale del collasso della nube. Per una densità di 100.000 particelle al cm3 il limite di Jeans è pari a una massa solare a una temperatura di 10 K.
Il processo di condensazione di grandi masse a partire da locali addensamenti di materia all'interno della nube, dunque, può procedere solo se questi possiedono già una massa sufficientemente grande. Il verificarsi o meno di tale contrazione dipende dalla temperatura del gas presente in essa e dalla sua densità centrale: quanto più bassa è la temperatura e quanto più alta la densità, tanto minore è la quantità di massa necessaria perché possa avvenire tale processo. Infatti, via via che le regioni più dense, avviate al collasso, inglobano materia, localmente si raggiungono masse di Jeans meno elevate, che portano quindi a una suddivisione della nube in porzioni gerarchicamente sempre più piccole, sinché i frammenti non raggiungono una massa stellare formando i nuclei molecolari.  Il processo di frammentazione è agevolato anche dal moto turbolento delle particelle e dai campi magnetici che si vengono a creare.
Non sempre il collasso si instaura spontaneamente, a causa delle turbolenze interne del gas, oppure per via della diminuzione della pressione interna del gas a causa del raffreddamento o della dissipazione dei campi magnetici. Anzi, più spesso, come dimostra la maggioranza dei dati osservativi, è necessario l'intervento di qualche fattore che dall'esterno comprima la nube, causando le instabilità locali e promuovendo dunque il collasso: gli energici super-flare di una vicina stella in formazione oppure la pressione del vento di una stella massiccia vicina o la sua intensa emissione ultravioletta, che può regolare i processi di formazione stellare all'interno delle regioni H II; le onde d'urto generate dallo scontro di due nubi molecolari o dall'esplosione di una supernova nelle vicinanze; le forze di marea che si instaurano a seguito dell'interazione tra due galassie, che innescano una violenta attività di formazione stellare definita starburst, all'origine, secondo alcuni astronomi, degli ammassi globulari.

## Comportamento fisico
La fisica delle nubi molecolari è per gran parte oggetto di dibattito scientifico. Da un punto di vista fisico si tratta di un gas freddo magnetizzato caratterizzato da moti turbolenti interni altamente supersonici, ma comunque raffrontabili alla velocità dei disturbi magnetici. Si sa che questo stato è particolarmente prono a perdere energia, dunque necessita di un rifornimento energetico costante ad opera di fenomeni di collasso gravitazionale.
Inoltre, è noto che le nubi in cui è attiva la formazione stellare subiscono un processo di distruzione, causato molto probabilmente dalla radiazione o dai venti delle stelle massicce formatesi all'interno, prima che una frazione significativa della massa della nube abbia dato luogo a stelle.
Un gran numero di informazioni sulla capacità delle nubi molecolari di dar luogo a stelle è fornito dall'analisi delle emissioni delle molecole che le costituiscono, in particolare nella banda della radiazione millimetrica e submillimetrica. Le molecole emettono radiazione nel momento in cui spontaneamente cambiano il loro livello energetico rotazionale. Dal momento che l'idrogeno molecolare è difficile da individuare all'osservazione infrarossa e radio, si utilizza come tracciante la molecola più diffusa dopo l'H2, il monossido di carbonio (CO), con cui è normalmente in un rapporto di 10.000:1, ovvero 10.000 molecole di H2 per molecola di CO. Utilizzando la temperatura come sinonimo dell'energia, il primo livello energetico rotazionale giace a 5 K sopra lo stato fondamentale; di conseguenza la molecola viene facilmente eccitata da urti con le molecole vicine, solitamente con l'H2 in quanto più abbondante. Quando la molecola di CO torna allo stato fondamentale, emette un fotone in ossequio al principio di conservazione dell'energia. Dal momento che il gap energetico tra lo stato fondamentale e il primo livello eccitato è piuttosto piccolo, il fotone porta con sé una piccola quantità di energia; in particolare, per questa particolare transizione, il fotone viene emesso alla lunghezza d'onda di 2,6 mm (equivalente ad una frequenza di 115 GHz), che ricade nella banda delle microonde.
Inoltre, le nubi molecolari, e specialmente le GMC, sono spesso sede di maser, con caratteristici schemi di pompaggio che risultano da transizioni multiple in molte specie chimiche: ad esempio, il radicale ossidrile (•OH) possiede emissioni maser a 1612, 1665, 1667, 1720, 4660, 4750, 4765, 6031, 6035 e 13 441 MHz. Assai frequentemente sono riscontrati in tali regioni anche maser ad acqua, metanolo e, più di rado, a formaldeide ed ammoniaca.

## Bibliografia

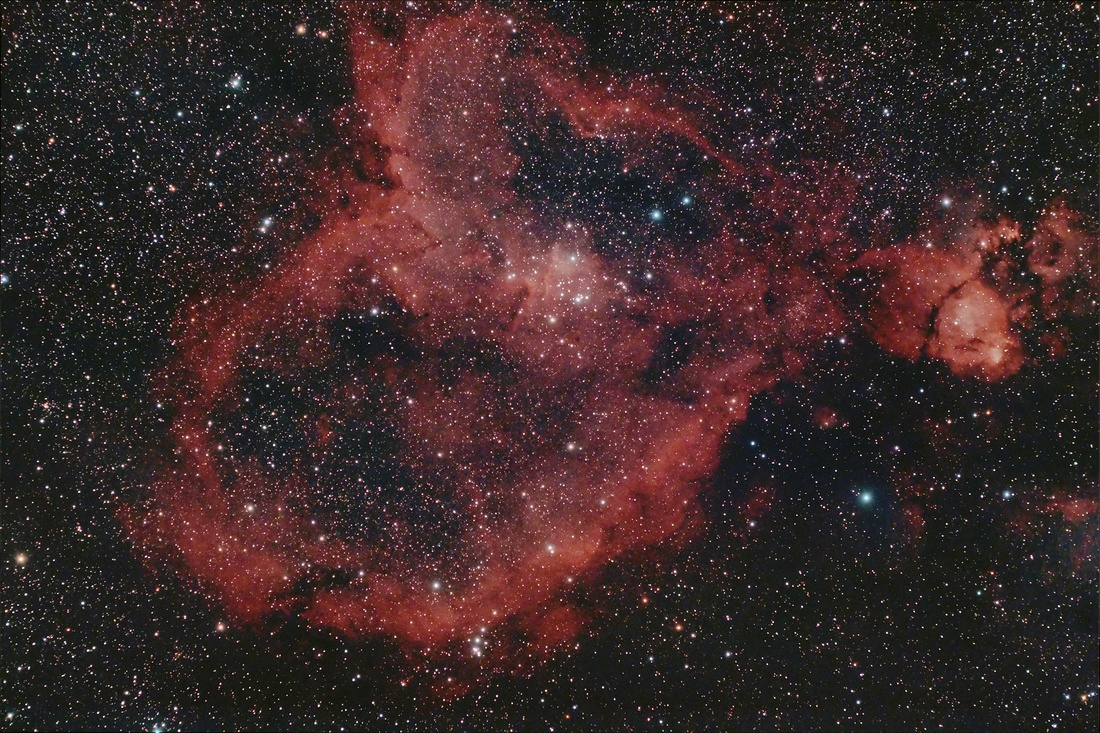
La Nebulosa Cuore (IC 1805).